# Гром (БПЛА)
Гром — российский перспективный военный беспилотный летательный аппарат (БПЛА) компании «Кронштадт».
Впервые был представлен на форуме «Армия-2020».
На форуме «Армия-2024» был представлен изменённый БПЛА Гром компании «Кронштадт», изменения коснулись не только внешнего вида, но и заменой двигателя с плоским соплом на обычный двигатель, что вероятнее всего сделано в пользу удешевления конструкции.

## Общие сведения
«Гром» может нести управляемые ракеты Х-38 класса «воздух-поверхность». Вооружение будут размещаться на четырех точках подвески — две под крыльями и две внутри фюзеляжа. 
Беспилотник «Гром» способен не только наносить удары собственным вооружением, но и управлять роем из 10 единиц ударных дронов «Молния», запускаемых с другого авиационного носителя.
Корпорация «Тактическое ракетное вооружение» разработала для этого дрона ракеты «воздух-поверхность», подготовила авиационную управляемую ракету «изделие 85», а также управляемые авиабомбы КАБ-250 и КАБ-500.
«Гром» будет действовать в связке с истребителями типа Су-35 и Су-57; основная задача этого БПЛА – сохранить жизни пилотов и сами пилотируемые самолеты. По идее разработчиков, «Гром» должен лететь впереди основной группы авиации на удалении в несколько сотен километров и провоцировать противника открыть огонь. После того, как средства ПВО обнаруживают себя и пытаются сбить атакующих, группа из 10-12 дронов «Молния» наносят удар по силам противовоздушной обороны всем арсеналом. После этого «Гром» отходит обратно, открывая дорогу фронтовой авиации — истребителям Су-57 и бомбардировщикам Су-34, в помощь которым подключают С-70 «Охотник».
По некоторым данным, на конец 2023 года работы по беспилотной ударной системе «Гром» — «Молния» близились к завершению.
На 12 августа 2024 года появился 2 вариант БПЛА, которому дали (неофициально) обозначение Гром-У (упрощённый).

## Задачи[6]

#### Задачи БПЛА Гром
- Работа «ведомым» в передовом атакующем эшелоне во взаимодействии с пилотируемой авиацией;
- Вскрытие и поражение комплексов войсковой и объектовой ПВО;
- Поражение управляемым высокоточным оружием наземных целей в тактической и оперативно-тактической глубине;
- Поражение надводных целей и береговых объектов в тактической и оперативно-тактической глубине;
- Выполнение разведывательных функций, в том числе радиотехнической разведки

## Технические характеристики

#### Технические характеристики
- Взлетная масса — 7 тонн
- Размах крыла — 10 метров
- Высота — 3,8 метра
- Длина — 13,8 метра
- Полезная нагрузка — 2  тонны
- Скорость — до 1000 км/час
- Крейсерская скорость — 800 км/час
- Практический потолок — 12 000 метров
- Дальность — 800 км

#### Вооружение
- Точки подвески: 6
- Боевая нагрузка:
  - До 2000 кг
- Управляемые ракеты:
  - ракеты «воздух-поверхность» 100 и 500 кг (в т.ч противорадиолокационные)
- Бомбы: свободнопадающие и корректируемые различного назначения, бомбовые кассеты (примерные)
  - 4 × 500 кг (ФАБ-500, РБК-500 и т. д.) или
  - 6 × 250 кг (ФАБ-250, РБК-250 и т. д.) или
  - 8 × 100 кг или
  - 4 × КАБ-500Кр